# 唐居敷

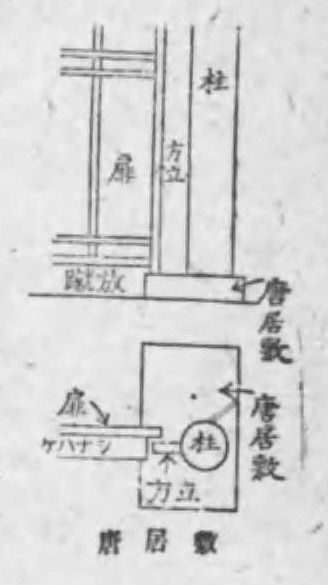
唐居敷の模式図。『日本建築辞彙 改訂増補版』22版より引用。

唐居敷（からいしき）は、日本建築における構造材のひとつである。門、あるいは社殿や堂の出入口下部に据えられ、敷石より段差をつけることで門柱を受けるほか、扉の軸受としても機能する。木造であることも多いが、地面に近接する位置の部材であることから石造であることもある。有職故実家の伊勢貞丈がそうであるよう、単に敷石の意と説明することもある。意匠としてはおおむね矩形の厚板を超えるものではないが、円の一部を切り取ったような形（尾道市・浄土寺門）や、薄い木に銅板を巻き付けたもの（教王護国寺・太師堂門）、彫刻を施した石材を装飾に配したもの（長崎市・福済寺大観門）といった珍しい例も存在する。